# Susan L. Graham

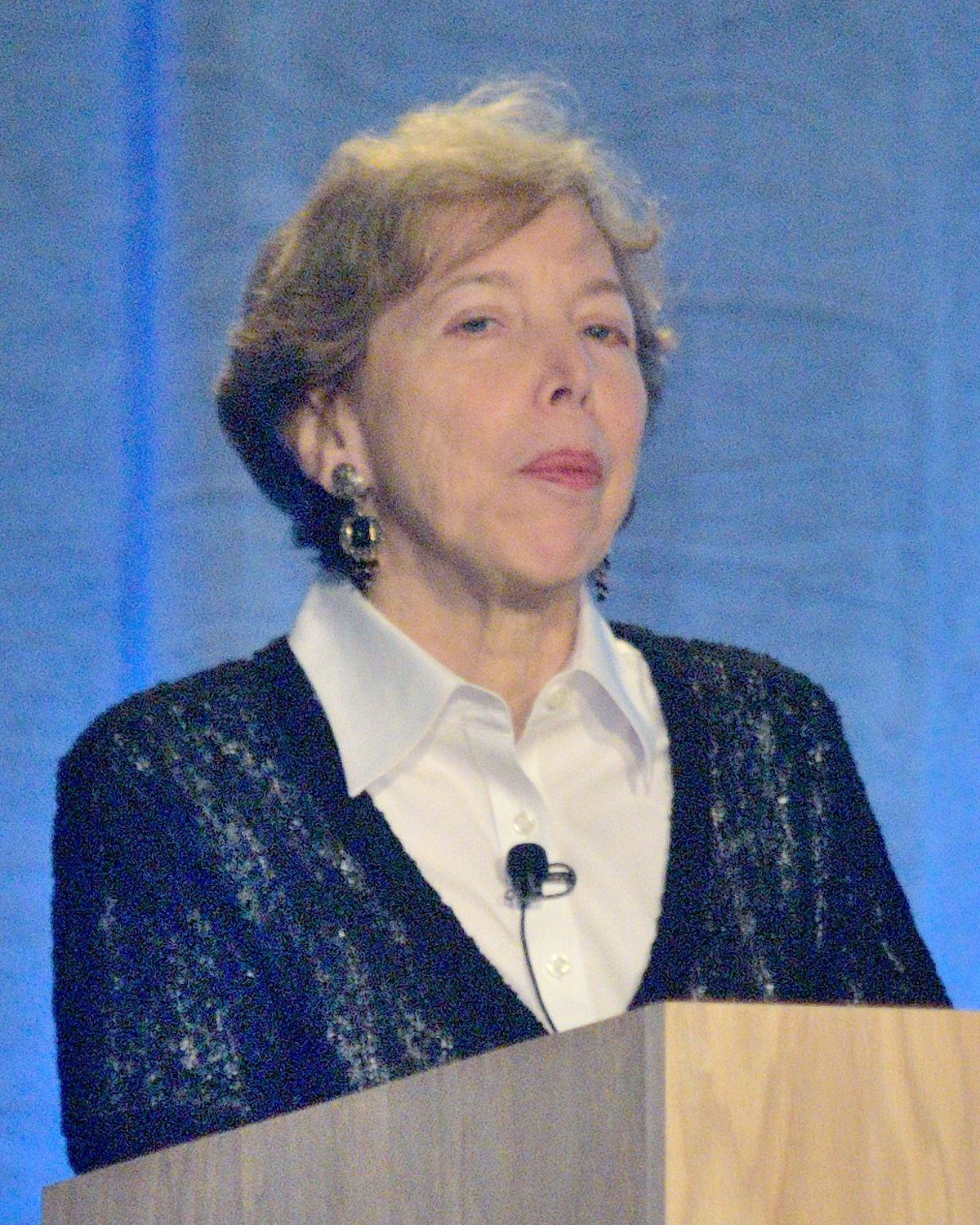
Susan L. Graham

Susan Lois Graham (* 16. September 1942 in Cleveland (Ohio)) ist eine US-amerikanische Informatikerin. Sie befasst sich vor allem mit Programmiersprachen und Umgebungen für deren Entwicklung.

## Leben
Graham studierte Mathematik an der Harvard University (Bachelor 1964) und an der Stanford University, wo sie 1966 ihren Master-Abschluss machte und 1971 bei David Gries promoviert wurde (Precedence Languages and Bounded Right Context Languages). Daneben war sie seit 1969 am Courant Institute of Mathematical Sciences of New York University. 1971 wurde sie Assistant Professor für Informatik an der University of California, Berkeley, wo sie seit 1976 Associate Professor war und seit 1981 eine volle Professur hat (später Pehong Chen Distinguished Professor). Inzwischen ist sie Professor Emeritus.
In den 1960er Jahren war sie an der Algol-Entwicklung und am Berkeley Unix Project beteiligt, insbesondere an der Pascal-Entwicklung (1977). Sie entwickelte auch den Profiler gprof (Teil von GNU Binutils). Sie befasste sich mit Parsing, Code-Erzeugung und Optimierung von Compilern und entwickelte mehrere Programmierumgebungen wie Harmonia für interaktive Softwareentwicklung und Titanium, eine Java-basierte Sprache und Entwicklungsumgebung für Parallelrechnen.
1994 wurde sie Fellow der Association for Computing Machinery (ACM). Außerdem ist sie Mitglied der American Academy of Arts and Sciences, der National Academy of Engineering und der American Association for the Advancement of Science. 1975 bis 1979 war sie Mitherausgeberin der Communications of the ACM und 1978 bis 1992 Herausgeberin (und Gründerin) von ACM Transactions on Programming Languages and Systems. 2009 erhielt sie die John-von-Neumann-Medaille der IEEE. 2000 erhielt sie den ACM SIGPLAN Career Programming Language Achievement Award, 2006 den ACM Distinguished Service Award, 2008 die Harvard Medal und 2009 die Berkeley Citation.
Sie war 1997 bis 2005 leitende Informatikerin in der National Partnership for Advanced Computational Infrastructure (NPACI) und im Information Technology Advisory Committee des US-Präsidenten (PITAC). Sie war mit Marc Snir 2005 Mitherausgeberin eines Berichts des National Research Council über die Zukunft von Hochleistungsrechnern (Supercomputing).
Sie ist seit 1971 verheiratet.